# عروق الشيبة

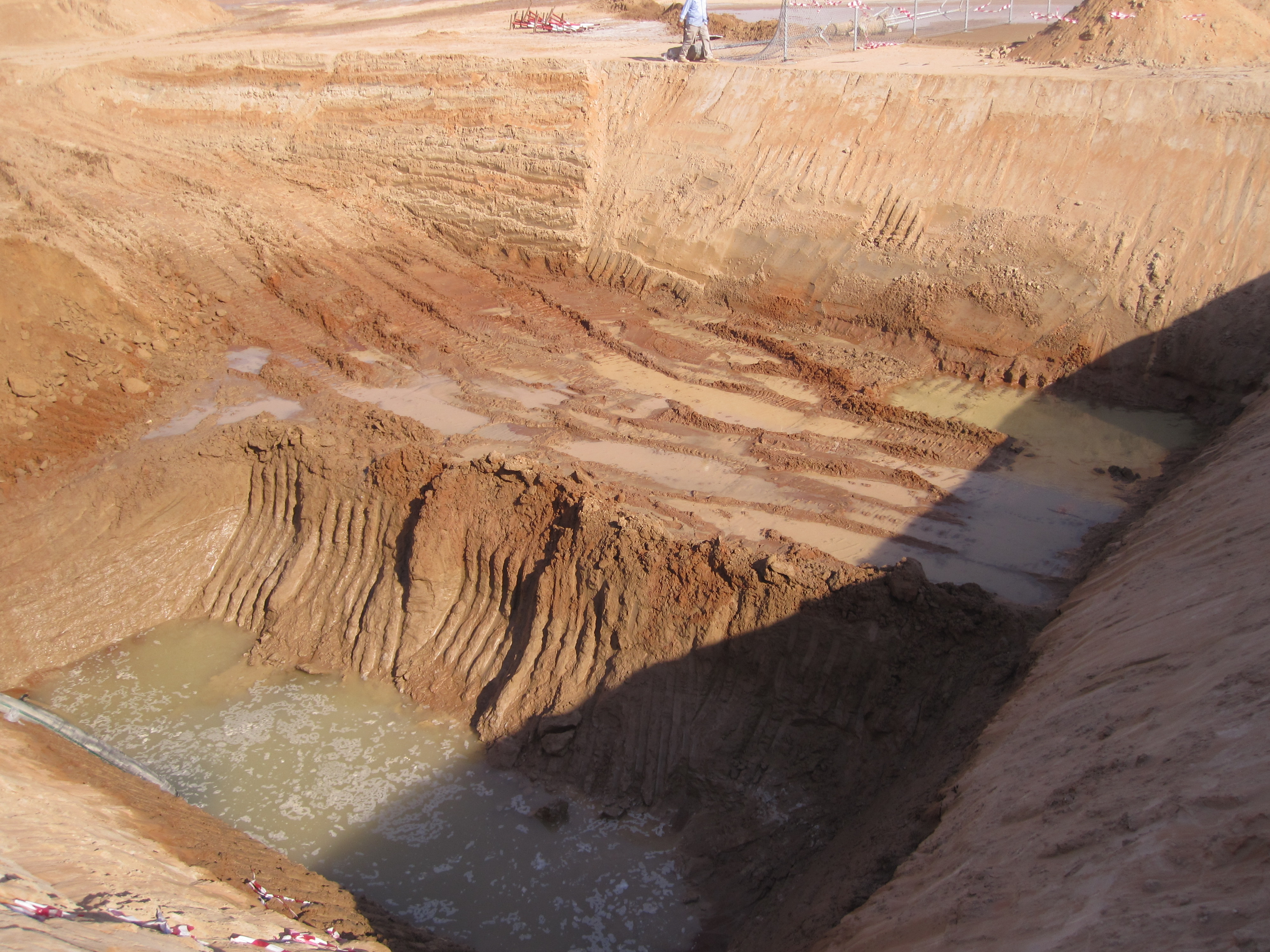
مياه باطنية عميقة في منطقة الشيبة بصحراء الربع الخالي.

 عروق الشيبة  كثبان رملية تقع في الربع الخالي، وكانوا البدو يقطنون فيها قديما وهي أرض ذات كثبان رملية عالية وقد عبر منها الرحالة ويلفريد ثيسيجر.